# West Point (udde i Sydgeorgien och Sydsandwichöarna)
West Point är en udde i Sydgeorgien och Sydsandwichöarna (Storbritannien). Den ligger i den nordvästra delen av Sydgeorgien och Sydsandwichöarna.
Terrängen inåt land är lite kuperad. Havet är nära West Point åt nordost.  Trakten runt West Point är nära nog obefolkad, med mindre än två invånare per kvadratkilometer.